# Arnaud Bedouët
Pour les articles homonymes, voir Bedouet.
Arnaud Bedouët, né le 14 mai 1958 à Pontivy, est un acteur, metteur en scène, dramaturge et scénariste français.

## Théâtre

### Comédien
- Le Mariage de Figaro de Beaumarchais, mise en scène Françoise Petit, CDN du 8e Lyon. Théâtre de Paris
- Samedi, dimanche, lundi de Eduardo de Filippo, mise en scène Françoise Petit, CDN du 8e Lyon
- Le Grand Écart de Jean Cocteau, mise en scène Jacques Ardouin, Au Bec Fin
- Dom Juan de Molière, mise en scène Jean Meyer, théâtre des Célestins
- À quoi rêvent les jeunes filles d'Alfred de Musset, mise en scène Jean Meyer, théâtre des Célestins
- À Memphis, il y a un homme d’une force prodigieuse de Jean Audureau, mise en scène Henri Ronse, Comédie-Française au théâtre de l'Odéon
- Plateau libre à: d'après la correspondance de Mozart. mise en scène Arnaud Bédouet. Cdn du 8éme Lyon
- La Vie de Galilée de Bertolt Brecht, mise en scène Marcel Maréchal, théâtre La Criée
- Le Cirque de Claude Mauriac, mise en scène Nicolas Bataille, Festival du marais
- Voisin voisine d'après Jerome Chodorov, mise en scène Pierre Mondy, théâtre du Palais Royal
- Monte Cristo d'après Alexandre Dumas, mise en scène Jacques Weber, théâtre de Nice, Grande Halle de la Villette
- Monte Cristo d'après Alexandre Dumas, mise en scène Jacques Weber, théâtre des Champs-Élysées
- Une nuit de Casanova de Franco Cuomo, mise en scène Françoise Petit, Théâtre Renaud-Barrault
- Ponce Pilate d'après Roger Caillois, mise en scène Arnaud Bedouet, théâtre de Nice
- Une nuit de Casanova de Franco Cuomo, mise en scène Françoise Petit, CDN de Nice
- Tartuffe de Molière, mise en scène Marcel Maréchal, théâtre National de La Criée
- Tartuffe de Molière, mise en scène Jacques Weber, théâtre Antoine Cdn Nice
- Tartuffe de Molière, mise en scène Jacques Weber, théâtre de Nice, théâtre des Célestins
- La Tour de Nesle de Roger Planchon d'après Alexandre Dumas, mise en scène Roger Planchon, Théâtre de Nice, TNP Villeurbanne
- Les Sincères - L'Épreuve de Marivaux, mise en scène de Béatrice Agenin, théâtre 14 Jean-Marie Serreau
- Canto General de Pablo Neruda, mise en scène Françoise Petit Tournée en France
- Localement agité de Arnaud Bedouet, mise en scène Hervé Icovic, théâtre de Paris (salle Réjane)

### Metteur en scène
- Sarajevo, Festival de Saint-Denis
- Plateau libre A, CDN du 8e Lyon
- Ponce Pilate, CDN de Nice
- 102 boulevard Hausmann, CDN de Nice
- Menu amer, école régionale de Cannes. CDN de Nice
- Gustave et Eugène, CDN de Nice. TNP villeurbanne. Théâtre Hébertôt.
- À propos de Martin, CDN de Nice. Studio des Champs-Elysées. Petit Hébertôt.

### Auteur
- Kinkali d'Arnaud Bedouët, mise en scène de Philippe Adrien, théâtre national de Nice, théâtre national de la Colline - Molière du meilleur auteur. Molière de la meilleure pièce de création en 1997
- Ponce Pilate au CDN de Nice
- Mort au crédit au Théâtre de la Tempête
- Une discussion de marchand de tapis au Théâtre de la Tempête
- Les Vents du tombeau, mise en scène de Hervé Briaux, Le Cargo de Grenoble
- Gustave et Eugène au CDN de Nice. Théâtre Hébertôt
- Sacré nom de Dieu au Théâtre de la Gaieté-Montparnasse
- Gustave au Théâtre de l'Atelier
- Localement agité au théâtre de Paris

#### Réalisateur
- 2010 : Clandestin (téléfilm) FIPA d'or du meilleur scénario. FIPA d'Argent du meilleur film. Prix Michel Mitrani. FIPA d'or de la meilleure musique. Prix Europa à Berlin. 2e meilleur film Télévisuel Le Film français. Nommé au Festival de Banff. Coup de cœur SACD
- La Bonne Conduite : Unitaire Arte 2020

## Filmographie

### Acteur

#### Cinéma
- 1982 : Tout feu, tout flamme de Jean-Paul Rappeneau
- 1995 : Les Milles de Sébastien Grall
- 1998 : Don Juan de Jacques Weber
- 2017 : Corporate de Nicolas Silhol

#### Téléfilms
- Six angles vifs de Laurent Carceles
- 1981 : Le Mariage de Figaro de Pierre Badel
- 1981 : Quatre femmes, quatre vies : La maison bleue de Robert Mazoyer
- 1982 : Les Michaud de Georges Folgoas
- 1986 : Samedi, dimanche, lundi de Yves-André Hubert
- 1992 : Le Choix d'une mère de Tom Collins et Jacques Malaterre
- 2000 : L'Arlésien de Jacques Malaterre
- 2005 : L'Enfant de personne de Michaël Perrotta
- 2011 : Pour Djamila : Caroline Huppert

#### Séries télévisées
- Madame le Proviseur
- SOS 18 : Le capitaine Laurent Servin
- 1981 : Les Amours des années grises de Dominique Giuliani : Bernard Langeloye
- 1983 : Les Amours romantiques de Josée Dayan : Victor
- 1993 : Antoine Rives, juge du terrorisme de Philippe Lefebvre : Directeur du Cabinet de Ministre de l'Intérieur
- 1998 : Julie Lescaut de Gilles Béhat : M. Vigneron
- 2002 : Les Cordier, juge et flic de Alain Wermus : Luc Balestre
- 2007 : Reporters : Pascal Andrieux
- 2009 : Ce jour-là, tout a changé de Jacques Malaterre : Henri IV
- 2011 : Rani de Arnaud Sélignac : Charles de Lallieu
- 2014 : Section de recherches de David Brel : Serge Beauvais
- 2015 : Collection Meurtres à : meurtre à Collioure de Bruno Garcia : Pierre Castaldi

#### Théâtre télévisé
- 1978 : Au théâtre ce soir : Volpone de Jules Romains et Stefan Zweig d'après Ben Jonson, mise en scène Jean Meyer, réalisation Pierre Sabbagh, Théâtre Marigny

### Scénariste
- 2001 : Fleur à la bouche (moyen métrage)
- 2010 : Clandestin (téléfilm)
- 2010 : Les Mensonges (téléfilm)
- La Bonne Conduite
- Localement agité

## Doublage

### Cinéma

#### Films
- Greg Kinnear dans :
  - Pour le pire et pour le meilleur (1997) : Simon Bishop
  - De quelle planète viens-tu ? (2000) : Perry Gordon
  - Nous étions soldats (2002) : Major Bruce Crandall
  - Auto Focus (2003) : Bob Crane
  - The Matador (2005) : Danny Wright

- Owen Wilson dans :
  - Espion et demi (2003) : Alex Scott
  - Minuit à Paris (2011) : Gil Pender
  - Marry Me (2022) : Charlie Gilbert
  - Le Manoir hanté (2023) : le prêtre Kent

- Michael Stuhlbarg dans :
  - Men in Black 3 (2012) : Griffin
  - Hitchcock (2012) : Lew Wasserman
  - La Forme de l'eau (2017) : Dr. Robert Hoffstetler / Dimitri Antonovich Mosenkov
  - Call Me by Your Name (2017) : M. Perlman

- John Cusack dans :
  - Un amour à New York (2001) : Jonathan Trapper
  - Identity (2003) : Ed
  - 2012 (2009) : Jackson Curtis

- Rafe Spall dans : 
  - Jurassic World: Fallen Kingdom (2018) : Eli Mills
  - Men in Black International (2019) : l'agent C
  - La Voie de la justice (2020) : Tommy Champan

- Edward Hogg dans :
  - Anonymous (2011) : Robert Cecil
  - Kill Your Friends (2015) : DC Woodham

- James d'Arcy dans :
  - Cloud Atlas (2012) : Rufus Sixsmith, l'infirmier James, l'archiviste
  - Jupiter : Le Destin de l'univers (2015) : Maximilian Jones, le père de Jupiter Jones

- Alessandro Nivola dans :
  - Amsterdam (2022) : l'inspecteur Hiltz
  - L'Étrangleur de Boston (2023) : l'inspecteur Conley

- Fra Fee (en) dans :
  - Rebel Moon - Partie 1 : Enfant du feu (2023) : le régent Balisarius
  - Rebel Moon - Partie 2 : L'Entailleuse (2024) : le régent Balisarius

- 1992 : Chaplin : Charlie Chaplin (Robert Downey, Jr.)
- 1998 : Sacré Père Noël : Officier Max (Sean O'Bryan)
- 1998 : Big Party : ? (?)
- 1999 : Dogma : Azraël (Jason Lee)
- 2000 : Incassable : le docteur Dubin (Michael Kelly)
- 2000 : À l'aube du sixième jour : Michael Drucker (Tony Goldwyn)
- 2000 : The Patriot : Major Halbert (Grahame Wood)
- 2000 : Mafia parano : Jason Cane (Andrew Lauer)
- 2000 : Hamlet : Hamlet (Ethan Hawke)
- 2000 : Ordinary Decent Criminal : Shay Kirby (Vincent Regan)
- 2000 : Scream 3 : Mark Kincaid (Patrick Dempsey)
- 2001 : La Chute du faucon noir : James « Casey » Joyce (Chris Beetem (en))
- 2001 : 1943 l'ultime révolte : Mordechai Anielewicz (Hank Azaria)
- 2001 : Le Mexicain : Jerry Welbach (Brad Pitt)
- 2001 : Nadia : manager de la banque (Stephen Mangan)
- 2002 : Windtalkers : le sergent Henderson (Christian Slater)
- 2002 : Le Smoking : Clark Devlin (Jason Isaacs)
- 2003 : Un duplex pour trois : Alex (Ben Stiller)
- 2003 : Scary Movie 3 : Ross Giggins (Jeremy Piven)
- 2003 : Confessions d'un homme dangereux : Chuck Barris (Sam Rockwell)
- 2003 : Aviator : Glenn Odekirk (Matt Ross)
- 2005 : Moi, toi et tous les autres[1] : Richard Swersey (John Hawkes)
- 2005 : Man to Man : Beckinsale (Alistair Petrie)
- 2005 : Une vie inachevée : Crane Curtis (Josh Lucas)
- 2008 : P.S. I Love You : John McCarthy (James Marsters)
- 2008 : Tucker et Dale fightent le mal : Cameraman (Eli Craig)
- 2008 : Dorothy[2] : Colin Garrivan (David Wilmot)
- 2010 : La prima cosa bella[3] : Bruno Michelucci (Valerio Mastandrea)
- 2011 : Nouveau Départ : Walter Ferris (John Michael Higgins)
- 2011 : My Week with Marilyn : Milton Greene (Dominic Cooper)
- 2011 : Trois fois 20 ans[4] : James (Aidan McArdle)
- 2011 : Captive[5] : Abu Saiyed (Raymond Bagatsing)
- 2011 : Habemus papam : un journaliste (Enrico Iannello)
- 2011 : Limitless : voix additionnelles
- 2012 : Blanche-Neige et le Chasseur : Gus (Brian Gleeson)
- 2012 : Lady Vegas : Les Mémoires d'une joueuse[6] : Jeremy (Joshua Jackson)
- 2013 : Hannah Arendt : Hans Jonas (Ulrich Noethen)[7]
- 2013 : Diana : le Dr Hasnat Khan (Naveen Andrews)
- 2013 : Il était temps[8] : Harry (Tom Hollander)
- 2013 : Mandela : Un long chemin vers la liberté : Ahmed Kathrada (Riaad Moosa)
- 2013 : Un été à Osage County : Steve Heidebrecht (Dermot Mulroney)
- 2013 : Her : Theodore Twomble (Joaquin Phoenix)
- 2014 : Jimmy's Hall : Sean (Karl Geary)
- 2014 : Big Eyes : un des artistes snob (Darren Dolynski)
- 2014 : Dracula Untold : Shkelgim (Zach McGowan)
- 2014 : If You Love Me... : Dan (Damon Herriman)
- 2015 : Que le meilleur gagne : Richard Buckley (Scott McNairy)
- 2015 : El club : père García (Marcelo Alonso)
- 2015 : Carol : Fred Haymes (Kevin Crowley)
- 2016 : Neruda : Víctor Pey (Pablo Derqui)
- 2016 : Jackie : John Fitzgerald Kennedy (Caspar Phillipson)
- 2016 : American Pastoral : Jerry Levov (Rupert Evans)
- 2016 : Fais de beaux rêves : le père de Massimo (Guido Caprino)
- 2017 : Churchill : le roi George VI (James Purefoy)
- 2017 : HHhH : Josef Valčík (Thomas M. Wright)
- 2017 : The Square : Christian (Claes Bang)
- 2018 : Les Heures sombres : Le Roi George VI (Ben Mendelsohn)
- 2018 : Paul, Apôtre du Christ : le docteur Romain (Christopher Dingli)
- 2018 : Deadpool 2 de David Leitch : le directeur de l'orphelinat (Eddie Marsan)
- 2018 : Venom : Dr Emerson (Wayne Père)
- 2018 : Un 22 juillet : Geir Lippestad (Jon Øigarden)
- 2018 : Illang : The Wolf Brigade : Park Jeong-gi (Choi Jin-ho)
- 2018 : The Front Runner : un journaliste [Qui ?]
- 2018 : Les Animaux fantastiques : Les Crimes de Grindelwald : Torquil Travers (Derek Riddell)
- 2018 : La Favorite : Robert Harley (Nicholas Hoult)
- 2018 : Doris : Tim (Guy Clemens)
- 2018 : Transit : le consul américain (Trystan Pütter (de))
- 2019 : Ad Astra : le général Rivas (John Ortiz)
- 2019 : Adults in the Room : Jeroen Dijsselbloem (Daan Schuurmans)
- 2019 : Le Coup du siècle : Mathias (Casper Christensen)
- 2019 : Jumanji: Next Level : le porte-parole de Jürgen le brutal (John Ross Bowie)
- 2019 : Jojo Rabbit : le capitaine Deertz (Stephen Merchant)
- 2020 : Tous nos jours parfaits : James (Luke Wilson)
- 2020 : Books of Blood : Balsam (Glenn Lefchak)
- 2021 : Tre piani : Roberto (Stefano Dionisi)
- 2022 : Babylon : Jimmy (Cutty Cuthbert)
- 2022 : Rosaline : Lord Montague (Nicholas Rowe)
- 2022 : Tár : lui-même (Adam Gopnik (en))
- 2023 : The Old Oak : ? (?)
- 2023 : L'Enlèvement : le juge Carboni (Corrado Invernizzi (it))
- 2024 : Drive-Away Dolls : Arliss (Joey Slotnick)
- 2024 : Megalopolis : Jason Zanderz (Jason Schwartzman)
- 2024 : Cassino à Ischia : Jack Fusco (Jay Natelle)
- 2024 : Conclave : le cardinal Bellini (Stanley Tucci)
- 2024 : To the Moon : Lance Vespertine (Jim Rash)

#### Films d'animation
- 2012 : Les Pirates ! Bons à rien, mauvais en tout : Charles Darwin[9]
- 2021 : Ron débloque : Graham Dubrowski[10]

### Télévision

#### Séries télévisées
- Ioan Gruffudd dans :
  - Forever (2014-2015) : Dr Henry Morgan
  - UnREAL (2016) : John Booth
  - Liar : La Nuit du mensonge (2017-2020) : Andrew Ellis

- Taylor Nichols dans :
  - Le Journal intime d'un homme marié (2001-2002) : Doug Nelson
  - Las Vegas (2004) : Jack Wilson

- Christian Borle dans :
  - Smash (2012-2013) : Tom Levitt
  - The Good Wife (2013-2015) : Carter Schmidt

- John Ales dans :
  - Harry Bosch (2017) : Andrew Holland
  - Sneaky Pete (2018) : Luka Delchev

- 1995-1997 : X-Files : Aux frontières du réel : Agent Pendrell (Brendan Beiser)
- 2000 : Demain à la une : Cameron Ahern (Blake Heron)
- 2000-2002 : Deuxième Chance : Sam Blue (Steven Weber)
- 2002 : Boomtown : Chris Griggs (Michael Muhney)
- 2003-2004 : Mes plus belles années[11] : Colin (Michael E. Rodgers)
- 2003 puis 2012 : Les Experts : Paul Winston (Arye Gross)
- 2004 : The Practice : Donnell et Associés[12] : Paul Stewart (Patrick Dempsey)
- 2011-2012 : Les Experts : Miami : Esteban Navarro (Kuno Becker)
- 2013 : Dexter : Jacob Elway (Sean Patrick Flanery)
- 2013 : Borgen, une femme au pouvoir : Søren Ravn (Lars Mikkelsen)
- 2013 : Revolution : Titus Andover (Matt Ross)
- 2014 : Fleming : L'Homme qui voulait être James Bond : le vice-amiral John Godfrey (Samuel West)
- 2014 : The Hotwives : T.J. (Seth Morris)
- 2014-2017 : Episodes : Roger Riskin, l'agent de Matt LeBlanc (Roger Bart)
- 2015 : Dans l'ombre des Tudors : Lord Audley (Tim Steed)
- 2015 : Jordskott : Harry Storm (Ville Virtanen) (10 épisodes)
- depuis 2015 : Unforgotten : l'inspecteur principal Sunil « Sunny » Khan (Sanjeev Bhaskar)
- 2017 : Sense8 : Ajay (Sid Makkar)
- 2017 : Top of the Lake : Ray (Geoff Morrell)
- 2017 : Taboo : Michael « Godders » Godfrey (Edward Hogg) (mini-série)
- 2018 : The Terror : John Bridgens (John Lynch)
- 2018 : Ghoul (en) : Sunil Dacunha [Qui ?] (mini-série)
- 2018 : Cloak and Dagger : Peter Scarborough (Wayne Péré (en))
- 2019 : The Mandalorian : Zero (Richard Ayoade) (voix)
- 2019 : For All Mankind : ? (?)
- 2020 : Life (en) : Frank (Elliot Levey (en)) (mini-série)
- 2021 : Halston : Joe Eula (David Pittu (en)) (mini-série)
- 2021 : Chucky : Nathan Cross (Michael Therriault)
- 2021-2023 : Dom : Paulo (Roberto Birindelli (pt))
- 2022 : Bosch: Legacy : Philip Corwin (Andrew Borba) (saison 1) et Russ Pensak (Mike Ostroski) (saison 1, épisodes 4 et 5)
- 2022 : Esterno notte : Domenico Spinella (Pier Giorgio Bellocchio) (mini-série)
- 2022 : L'Impératrice : le baron Alexander von Bach (Alexander Finkenwirth (de))
- 2022 : The Essex Serpent : Sir Charles Ambrose (Nitin Ganatra) (mini-série)
- 2022 : La Disparue de Lørenskog : le professeur Scherfig (Peter Gröning) (mini-série)
- 2023 : Black Mirror : Richard (John Hannah) (saison 6, épisode 2)
- 2023 : Le Griffon : Dr Jorg Peters (Thorsten Merten (de)) (mini-série)
- 2024 : Le Garçon et l'Univers : ? (?) (mini-série)
- 2024 : Masters of the Air : le colonel Harold Huglin (en) (Nikolai Kinski) (mini-série)
- 2024 : Eux : M.E. Furrow (Ricky Wayne) (saison 2, épisode 2)
- 2024 : My Lady Jane (en) : Edward Seymour (Dominic Cooper)

#### Téléfilms
- 2020 : L'amour entre deux pages : Peter Roth (Stephen Lobo)
- 2022 : Ce qu'Alice ne vous dit pas (Deceitful Dating) : John Logan (Derek Hamilton)

#### Séries d'animation
- 1997-2001 : Daria : Tom Sloane et Michael Jordan « Mack » Mackenzie
- 2021 : Archer : William (saison 12, épisode 6)

### Jeux vidéo
- 2025 : Rebel Moon : Blood Line : le régent Balisarius

## Lecture de livre audio
- 2024 : Peter Pan, de J. M. Barrie, lu avec Sophie Arthuys, Magali Barney, Caroline Beaune, Étienne Fernagut, Laurence Merchet, Delphine Rich et Didier Rousset, « Écoutez Lire », Gallimard, Paris, 2h57

## Distinctions
- 1997 : Molière de l'auteur et Molière de la meilleure pièce de création pour Kinkali.
- 2010 : Prix Michel Mitrani à Biarritz, FIPA d'or : Meilleur scénario, FIPA d'or Meilleure musique, FIPA d'argent du Meilleur film pour Clandestin.